# Del Lord
Del Lord est un réalisateur, producteur et scénariste canadien, né le 7 octobre 1894 à Grimsby (Canada), et mort le 23 mars 1970 à Calabasas (États-Unis).

## Filmographie

### comme réalisateur
- 1922 : The Barnstormers
- 1923 : Down to the Sea in Shoes
- 1923 : One Cylinder Love
- 1923 : The Daredevil
- 1924 : Ten Dollars or Ten Days
- 1924 : One Spooky Night
- 1924 : The Half-Back of Notre Dame
- 1924 : Scarem Much
- 1924 : The Hollywood Kid
- 1924 : Black Oxfords
- 1924 : Le Sheriff du Klondike (Yukon Jake)
- 1924 : Wall Street Blues
- 1924 : Lizzies of the Field
- 1924 : The Cannon Ball Express
- 1924 : Bull and Sand
- 1925 : Water Wagons
- 1925 : Giddap
- 1925 : The Lion's Whiskers
- 1925 : Skinners in Silk
- 1925 : Super-Hooper-Dyne Lizzies
- 1925 : Sneezing Beezers
- 1925 : The Iron Nag
- 1925 : Butter Fingers
- 1925 : From Rags to Britches
- 1926 : Whispering Whiskers
- 1926 : Trimmed in Gold
- 1926 : Circus Today
- 1926 : Wandering Willies
- 1926 : Ice Cold Cocos
- 1926 : A Sea Dog's Tale
- 1926 : Hubby's Quiet Little Game
- 1926 : Hoboken to Hollywood
- 1926 : Love's Last Laugh
- 1926 : Masked Mamas
- 1926 : The Divorce Dodger
- 1926 : A Blonde's Revenge
- 1927 : Should Sleepwalkers Marry?
- 1927 : Cured in the Excitement
- 1927 : Lost at the Front
- 1927 : Topsy and Eva
- 1928 : Taxi Doll
- 1928 : Taxi for Two
- 1928 : A Taxi Scandal
- 1928 : Taxi Beauties
- 1929 : Taxi Spooks
- 1929 : Caught in a Taxi
- 1929 : Barnum Was Right
- 1930 : The Salesman
- 1931 : Dance Hall Marge
- 1931 : The Cannonball
- 1931 : The World Flier
- 1931 : Taxi Troubles
- 1931 : The Great Pie Mystery
- 1931 : The All-American Kickback
- 1932 : Dream House
- 1932 : The Flirty Sleepwalker
- 1932 : Dancing Daddies
- 1932 : Speed in the Gay Nineties
- 1932 : The Spot on the Rug
- 1932 : Meet the Senator
- 1932 : Jimmy's New Yacht
- 1932 : The Loud Mouth
- 1932 : What Price Taxi
- 1932 : Strange Innertube
- 1932 : Hot Spot
- 1932 : Taxi for Two
- 1933 : Bring 'Em Back a Wife
- 1933 : Wreckety Wrecks
- 1933 : The Rummy
- 1933 : Thundering Taxis
- 1935 : Gum Shoes
- 1935 : Pop Goes the Easel (en)
- 1935 : Old Sawbones
- 1935 : Uncivil Warriors (en)
- 1935 : Gobs of Trouble
- 1935 : Pardon My Scotch (en)
- 1935 : Hoi Polloi (en)
- 1935 : It Always Happens
- 1935 : Honeymoon Bridge
- 1935 : Oh, My Nerves
- 1935 : Three Little Beers (en)
- 1936 : Unrelated Relations
- 1936 : Just Speeding
- 1936 : Movie Maniacs (en)
- 1936 : Caught in the Act
- 1936 : Share the Wealth
- 1936 : Midnight Blunders
- 1936 : The Peppery Salt
- 1936 : Trapped by Television
- 1936 : False Alarms (en)
- 1936 : Whoops, I'm an Indian! (en)
- 1936 : Ay Tank Ay Go
- 1936 : Free Rent
- 1937 : Dizzy Doctors (en)
- 1937 : 3 Dumb Clucks
- 1937 : The Grand Hooter
- 1937 : What Price Vengeance?
- 1937 : From Bad to Worse
- 1937 : Goofs and Saddles
- 1937 : Bury the Hatchet
- 1937 : Cash and Carry
- 1937 : The Big Squirt
- 1937 : Calling All Curtains
- 1937 : Gracie at the Bat
- 1937 : The Sitter-Downers
- 1937 : Man Bites Lovebug
- 1938 : Termites of 1938
- 1938 : Wee Wee Monsieur
- 1938 : Time Out for Trouble
- 1938 : Jump, Chump, Jump
- 1938 : The Mind Needer
- 1938 : Healthy, Wealthy and Dumb
- 1938 : Soul of a Heel
- 1938 : Not Guilty Enough
- 1938 : Many Sappy Returns
- 1938 : Home on the Rage
- 1938 : Pie à la Maid
- 1939 : Three Little Sew and Sews
- 1939 : We Want Our Mummy
- 1939 : The Sap Takes a Wrap
- 1939 : A-Ducking They Did Go
- 1939 : A Star Is Shorn
- 1939 : The Chump Takes a Bump
- 1939 : Yes, We Have No Bonanza
- 1939 : Now It Can Be Sold
- 1939 : Swingy: Community Sing No. 10
- 1939 : Pest from the West
- 1939 : Man-Made Island
- 1939 : Rattling Romeo
- 1939 : Skinny the Moocher
- 1939 : All-American Blondes
- 1939 : Teacher's Pest
- 1939 : The Awful Goof
- 1940 : His Bridal Fright
- 1940 : Mr. Clyde Goes to Broadway
- 1940 : The Heckler
- 1940 : A Plumbing We Will Go (en)
- 1940 : You're Next
- 1940 : Boobs in the Woods
- 1940 : South of the Boudoir
- 1940 : How High Is Up?
- 1940 : Fireman, Save My Choo Choo
- 1940 : No Census, No Feeling
- 1940 : Cold Turkey
- 1940 : Blondes and Blunders
- 1941 : The Watchman Takes a Wife
- 1941 : So You Won't Squawk?
- 1941 : Quiz Reel: Junior I.Q. Parade
- 1941 : Dutiful But Dumb
- 1941 : The Ring and the Belle
- 1941 : All the World's a Stooge
- 1941 : Ready, Willing But Unable
- 1941 : Love at First Fright
- 1941 : Host to a Ghost
- 1941 : An Ache in Every Stake
- 1941 : Half Shot at Sunrise
- 1941 : The Blitz Kiss
- 1941 : Lovable Trouble
- 1941 : Some More of Samoa
- 1941 : Sweet Spirits of Nighter
- 1941 : The Kink of the Campus
- 1942 : Groom and Bored
- 1942 : Cactus Makes Perfect
- 1942 : A Study in Socks
- 1942 : All Work and No Pay
- 1942 : Even as IOU
- 1943 : They Stooge to Conga
- 1943 : His Wedding Scare
- 1943 : A Maid Made Mad
- 1943 : Spook Louder
- 1943 : Boobs in the Night
- 1943 : Higher Than a Kite
- 1943 : Phony Express
- 1943 : A Gem of a Jam
- 1944 : Busy Buddies
- 1944 : Mopey Dope
- 1944 : Idle Roomers (en)
- 1944 : Kansas City Kitty
- 1944 : She's a Sweetheart
- 1945 : Let's Go Steady
- 1945 : Three Pests in a Mess
- 1945 : Rough, Tough and Ready
- 1945 : The Blonde from Brooklyn
- 1945 : I Love a Bandleader
- 1945 : Booby Dupes
- 1945 : Hit the Hay
- 1946 : In Fast Company
- 1946 : It's Great to Be Young
- 1946 : Singin' in the Corn
- 1947 : Nervous Shakedown
- 1947 : Should Husbands Marry?
- 1948 : Shivering Sherlocks
- 1948 : Tall, Dark and Gruesome
- 1948 : A Pinch in Time
- 1949 : Trapped by a Blonde
- 1949 : Super-Wolf
- 1950 : One Shivery Night
- 1952 : Paradise for Buster
- 1974 : The Three Stooges Follies

### comme producteur
- 1940 : Mr. Clyde Goes to Broadway
- 1940 : A Plumbing We Will Go (en)
- 1940 : You're Next
- 1940 : Boobs in the Woods
- 1940 : How High Is Up?
- 1940 : No Census, No Feeling
- 1941 : So You Won't Squawk
- 1941 : Dutiful But Dumb
- 1941 : All the World's a Stooge
- 1941 : Ready, Willing But Unable
- 1941 : Love at First Fright
- 1941 : Host to a Ghost
- 1941 : An Ache in Every Stake
- 1941 : The Blitz Kiss
- 1941 : Some More of Samoa
- 1941 : Sweet Spirits of Nighter
- 1942 : Sappy Birthday
- 1942 : Cactus Makes Perfect
- 1942 : Matri-Phony
- 1942 : All Work and No Pay
- 1942 : Phoney Cronies
- 1942 : Carry Harry
- 1942 : Even as IOU
- 1943 : They Stooge to Conga
- 1943 : His Wedding Scare
- 1943 : A Maid Made Mad
- 1943 : Spook Louder
- 1943 : Three Little Twirps
- 1943 : Higher Than a Kite
- 1943 : Phony Express
- 1960 : Stop! Look! and Laugh!

### comme scénariste
- 1925 : From Rags to Britches
- 1928 : A Taxi Scandal
- 1929 : Caught in a Taxi
- 1930 : A Hollywood Theme Song
- 1931 : One Yard to Go
- 1931 : Monkey Business in Africa
- 1931 : Slide, Speedy, Slide
- 1931 : The Albany Branch
- 1931 : Too Many Husbands
- 1931 : The Cannonball
- 1932 : Dancing Daddies
- 1932 : The Candid Camera
- 1943 : A Gem of a Jam
- 1944 : Busy Buddies
- 1944 : Mopey Dope
- 1944 : Idle Roomers (en)
- 1945 : Three Pests in a Mess
- 1945 : Booby Dupes
- 1948 : Shivering Sherlocks
- 1955 : Of Cash and Hash